# Ondulazione residua

Ondulazione residua di rettifica

L'ondulazione residua della tensione (ripple voltage, in inglese) è il risultato del raddrizzamento, nella tipica conversione della corrente alternata (della distribuzione elettrica della rete) a corrente continua (tipo quella delle batterie), necessaria ad alimentare la maggior parte dei circuiti elettronici di uso comune. Si attenua maggiormente, aumentando la capacità dei condensatori di livellamento (o di filtraggio). 
Nei circuiti alimentati da batterie, non c'è ondulazione residua.
Il ripple è l'ampiezza dell'ondulazione residua dopo il raddrizzamento ed il filtraggio: più precisamente è il valore percentuale di tale tensione rispetto a quella totale. Maggiore è la capacità di filtro e minore sarà il ripple. Le grosse capacità sono però costose ed ingombranti, per cui si deve stabilire un compromesso: un compromesso ragionevole è stabilito da quanto si vuole investire nella qualità dell'alimentazione. Per apparecchi economici e di modeste esigenze sarà sufficiente quella normalmente ritenuta una capacità adeguata, e cioè quella dettata dalla nota regola empirica che prevede 1000 uF di capacità per ogni Ampere di corrente assorbita dal carico. Per apparecchi di migliore qualità, un approccio corretto è quello di impiegare capacità più elevate, di migliore qualità e in maggior numero. Questa, ed ogni altra formula volta al calcolo della capacità necessaria, sono dichiaratamente empiriche, poiché per ottenere ripple zero sarebbe necessario teoricamente un condensatore di capacità infinita. Alla fine, il compromesso economico appare il più coerente.

## Nelle alimentazioni elettriche
Nella realizzazione degli alimentatori, cioè dei dispositivi elettrici o elettronici che trasformino la corrente alternata in corrente continua, la successione canonica degli elementi minimi necessari è la seguente:
- Trasformatore: serve per trasformare la tensione di rete (normalmente 230Vac) in una tensione più bassa (di utilizzo), ad esempio 9V, oppure 12V, oppure 24V, e così via. Ma la tensione in uscita dal trasformatore è ancora alternata.
- Raddrizzatore: è necessario a trasformare la corrente alternata in una corrente pulsante ma unidirezionale, primo passo verso il raggiungimento dell'obiettivo finale, la corrente continua. Il raddrizzatore più comune è il diodo, ma per una migliore efficienza si usano quattro diodi disposti a ponte, il cosiddetto Ponte di Graetz. La tensione in uscita dal ponte è affetta da un ripple elevatissimo che la rende di fatto inutilizzabile.
- Filtro (livellamento): è necessario per abbattere al valore più basso possibile o annullare l'ondulazione residua. È di norma costituito da uno o più condensatori di grande capacità, assemblati in parallelo. Gli alimentatori più economici non hanno altri componenti.
- Stabilizzatore: serve a garantire che la tensione in uscita sia il più possibile stabile al variare del carico. Questo elemento eleva moltissimo la qualità dell'alimentazione poiché, se ben realizzato, elimina totalmente il ripple rendendo la tensione in uscita perfettamente continua.
- Protezione: serve a proteggere sia il carico che l'alimentatore stesso da guasti, sovratensioni, ma soprattutto da cortocircuiti.

## Ondulazione nel dominio della frequenza

Ondulazione su un filtro prototipo Chebyshev del quinto ordine

Nel contesto del dominio della frequenza, il termine "ondulazione" si riferisce alla variazione periodica delle perdite di inserzione al variare della frequenza, di un filtro o di qualche altra rete due porte. Non tutti i filtri presentano ondulazione, alcuni, come il filtro Butterworth, hanno perdite di inserzione crescenti, come una funzione monotona, al variare della frequenza. Classi comuni di filtri che presentano ondulazione sono il filtro Chebyshev, il filtro Chebyshev inverso e il filtro ellittico. L'ondulazione di solito non è strettamente periodica in modo lineare, come si può vedere dal grafico di esempio. Altri esempi di reti che presentano ondulazione sono le reti di adattamento dell'impedenza che sono state progettate utilizzando polinomi di Chebyshev. L'ondulazione di queste reti, a differenza dei normali filtri, non raggiungerà mai gli 0 dB in condizioni di perdita minima se progettata per una trasmissione ottimale su tutta la banda passante nel suo complesso.